# 혈통친왕

혈통친왕관의 모습.

혈통친왕(프랑스어: prince du sang)은 세습군주제에서 현 국왕의 직계로부터 갈라져 나간, 정통성 있는 방계 왕족을 말한다. 용어가 아닌 별도 작위로서 이 칭호를 사용한 곳은 앙시앵 레짐 및 부르봉 왕정복고 시기의 프랑스가 있다.

## 역사
카페가가 프랑스 국왕을 지내고 있을 당시, 프랑스는 봉건군주국이었다. 왕위계승을 주장할 권리는 왕의 적장남에게만 있었고, 차남 이하의 왕자 및 왕손들에게는 계승권이 없었다. 이런 상황에서 먼 친척일 뿐인 부르고뉴 공작이 대귀족으로서 왕의 친사촌인 드뢰 백작보다 격도 높고 실제 힘도 더 강했다. 즉, 남계장자상속제가 완전히 받아들여지지 않은 봉건시대에는 왕의 남계 피붙이들에게는 따로 특별한 지위가 주어지지 않았다.
발루아가가 왕위를 이어받은 뒤, "왕관을 쓸 수 있는" 왕의 남계 피붙이들의 역할이 중요해졌다. 이들을 위해 새로운 대귀족 작위가 만들어졌고, 이후 프랑스 혁명으로 군주제와 귀족제가 철폐될 때까지 지속되었다. 그 본질이 봉건에 있는 대귀족과, 그 본질이 왕조에 있는 혈통친왕은 오랜 세월 서로 충돌했다. 특히 비왕족 대귀족들과 대귀족을 겸한 혈통친왕들이 서로에 대한 우위를 점하기 위해 지속적으로 투쟁했다. 왕의 직계가 줄어들수록 잠재적 왕위계승자인 혈통친왕들의 발언력도 자연히 강해졌다. 1576년, 당시 세도를 부리던 기즈가를 제어할 목적으로 앙리 3세가 칙령을 내렸다. 이 칙령에 따라 혈통친왕들이 대귀족보다 우위에 있으며, 혈통친왕들 중에서는 왕과 촌수가 가까울수록 현재 보유한 작위와 무관하게 왕위계승권이 앞선다고 교통정리가 되었다.

## 작위로서의 친왕
프랑스의 앙시앵 레짐 및 부르봉 왕정복고기에 혈통친왕은 국왕의 직계가족 다음가는 서열에 있었다. "혈통친왕(prince du sang)" 또는 "혈통여친왕(princesse du sang)"이라는 칭호는 카페가의 남계 후손으로서 프랑스의 아들딸이 아닌 이들만 사용할 수 있는 것으로 엄격히 제한되었다. 남성 혈통친왕은 왕실추밀원과 파리 고등법원에 자기 자리를 가졌으며, 대귀족들보다 우위에 있었다. 또한 혈통친왕들 중에서는 왕위 계승순위에 가까울수록 격이 높았다.
발루아가 치세 말기에 종교적 갈등으로 인해 왕위를 놓고 갖은 암투가 벌어지면서, 혈통친왕은 왕가의 먼 친척으로만 제한되었다. 즉, 프랑스 국왕의 남계 직계에 있는 아들이나 손자는 제외되었고, 이들을 위해 프랑스의 아들딸이라는 혈통친왕보다 높은 칭호가 만들어졌다.
이론적으로는 카페 왕조의 모든 구성원이 혈통친왕 작위를 가져야 한다. 하지만 실제로는 루이 9세의 남계 후손들만이 혈통친왕으로 인정되었고, 이에 따라 발루아가나 부르봉가가 혈통친왕가에 해당되었다. 예컨대, 프랑스 국왕들은 루이 7세의 후손인 쿠르트네 카페가는 혈통친왕으로 인정하지 않았다. 쿠르트네가는 지속적으로 부르봉 왕가에 자신들을 친척으로 인정해 주기를 탄원했지만 받아들여지지 않았다. 1662년, 몽마르트르 조약이 맺어지면서 부르봉가가 단절될 경우 로트링겐가가 프랑스 국왕위를 계승하기로 결정되었다. 쿠르트네가는 당연히 항의했다. 하지만 1715년 루이샤를 드 쿠르트네, 그 아들 샤를로저 드 쿠르트네, 그 형제 로저 쿠르트네가 번번히 혈통친왕 서임을 요청했지만 모두 묵살되었다. 로저는 쿠르트네 수도원장으로서 쿠르트네가의 마지막 남자 구성원이었다. 로저가 1733년 5월 5일 죽고, 그 누이인 엘렌 드 쿠르트네 드 보프레몽 후작부인이 1737년 왕에게 다시 탄원했다. 하지만 이 때는 여성 혈통친왕에 관한 내용을 궁정 문서에서 모두 삭제하라는 명령이 내려진 이후였다.
부르봉 직계의 분가인 부르봉카렌시가도 혈통친왕가로 인정받지 못했고, 1530년 단절될 때까지 왕실추밀원에도 입각하지 못했다. 부르봉카렌시가는 장 1세 드 라마르슈 백작의 막내아들 장 드 카렌시 영주(1378년-1457년)의 후손이었다.
1733년이 되면 정통성 있는 카페 왕조 구성원은 부르봉가 방돔파(샤를 드 방돔 공작의 후손) 밖에 남지 않았다. 방돔 공작의 장남 앙투안은 나바라 국왕을 지냈으며, 이후 프랑스와 스페인의 왕가, 그리고 오를레앙가의 조상이 된다. 한편 샤를 드 방돔 공작의 막내 루이 1세 드 콩데 친왕은 콩데 친왕가의 조상이 된다. 그리고 앙리 2세 드 콩데 친왕에서 갈라진 분가가 콩티가다.
1714년 7월의 칙령으로 루이 14세는 자신의 서자인 멩 공작과 툴루즈 백작을 혈통친왕으로 인정하고, 다른 혈통친왕들과 함께 프랑스 왕위 계승권을 가진다고 선언했다. 파리 고등법원은 이를 거부했지만, 국왕은 고등법원에 친국하여 이를 관철시켰다. 1715년, 루이 14세가 죽자 고등법원은 섭정의 권리로서 같은 해 8월 18일에 위 칙령을 폐지시켰다. 루이 14세의 재상이 경고했던 바대로, 혈통친왕은 오로지 왕비를 통해 생산한 적자에게만 주어질 수 있었다.